# Luis Pacheco Bertora
Luis Pacheco Bertora (San José, 9 de junio de 1832 - Cartago, 9 de abril de 1897) fue un militar costarricense. Es principalmente conocido por ser uno de los tres personajes que históricamente se reconocen como los que intentaron quemar el "Mesón de Guerra" donde se habían refugiado los filibusteros durante la Batalla de Rivas el 11 de abril de 1856, como parte de la Campaña Nacional de 1856-1857 contra los filibusteros de William Walker, siendo Bertora el primero en intentar incinerar el edificio, hecho que no consiguió al caer herido de gravedad por las balas del enemigo, según algunas fuentes, y según otras, porque además de sus heridas, y a pesar de haber logrado incendiar el edificio, el fuego terminó extinguiéndose. Tras Bertora, fue abatido el soldado nicaragüense Joaquín Rosales, quien recogió la tea con la que Bertora había intentado quemar el mesón. El tercer voluntario fue el soldado alajuelense Juan Santamaría, quien a la postre caería muerto por el fuego enemigo, pero lograría el cometido de incendiar la estructura, acción por la cual es reconocido como héroe nacional de Costa Rica. Bertora también es reconocido por otras acciones heroicas llevadas a cabo durante la Campaña del Tránsito de 1857, en la cual las fuerzas costarricenses lograrían tomar la Vía del Tránsito, sitio estratégico de la guerra, que a la postre permitiría el triunfo centroamericano y el fin de las pretensiones de Walker sobre Centroamérica.

## Datos biográficos
Luis Pacheco Bertora nació en San José y fue bautizado el 9 de junio de 1832; sus padrinos fueron el presbítero José María Esquivel y la señorita Josefa López.
El padre de Pacheco Bertora murió joven y, entonces, su madre se trasladó a vivir a Cartago, donde casó en segundas nupcias. Luis pasó a vivir a casa de su tío paterno Asunción Pacheco, quien se hizo cargo de su crianza.
En Cartago, Luis recibió sus primeras lecciones de escritura y lectura
Luis Pacheco Bertora inició su carrera militar a los 19 años, en 1851. Fue nombrado sargento primero de la 4.ª compañía del primer batallón de la plaza de San José en 1855, año cuando enfrentó cargos por estupro, cuya sentencia le fue conmutada. En 1856 ascendió al grado de primer teniente. Participó en la Batalla de Santa Rosa del 20 de marzo de 1856 y posteriormente en la de Batalla de Rivas del 11 de abril o Segunda Batalla de Rivas del mismo año de 1856 (para diferenciarla de la de 1855 y la de 1857). En esa batalla, en momentos de sumo peligro y ante la necesidad de desalojar a los filibusteros del Mesón de Guerra, el teniente Luis Pacheco Bertora se despojó de su camisa con la cual hizo una tea y prendió la esquina sur del mesón. Resguardado por la pared del edificio caminó hasta la otra esquina con el objetivo de repetir su proeza. En su intentó resultó gravemente herido por el fuego enemigo. Recibió cuatro heridas en el costado derecho, entre la tercera y cuarta costilla, y una en el hombro, que a la postre le causaron la muerte, debido a que, para 1874, tenía desarrollada una afección en los pulmones, producto de las heridas.  Al quedar inconsciente, el nicaragüense Joaquín Rosales hace un segundo intento en el que pierde la vida. Finalmente, otro soldado costarricense, Juan Santamaría, en forma igualmente valerosa, tomó la tea y acabó de prender el mesón.
Según la declaración que hiciera Pacheco Bertora ante el juez civil en 1889, y en la cual tuvo que probar que fue herido el 11 de abril, dijo: "fui asistido en toda mi enfermedad por la señora Pancha Carrasco; esto es hasta que fui conducido al hospital". En dicho expediente están varios testigos para certificar las proezas de Pacheco Bertora. Entre ellos figuran el general Tomás Guardia Gutiérrez y el coronel George Cauty. Durante la segunda campaña, en mayo de 1857, fue nombrado comandante del fuerte de San Carlos. Una de sus misiones más peligrosas y exitosas mientras desempeñó este puesto fue el haber introducido en el depósito de leña de la Compañía del Tránsito algunos maderos con dinamita lo que produjo que volaran las calderas y que posteriormente se paralizaran algunas de las naves que estaban al servicio de William Walker.
En su trayectoria como militar se opuso al Gobierno del Presidente Juan Rafael Mora Porras (1849-1853, 1853-1859), por lo que participó en forma activa en su derrocamiento (la tradición dice que acompañó al teniente Sotero durante el arresto) y posterior fusilamiento. Para 1874, o sea después de la Revolución de Abril de 1870, tenía el grado de teniente coronel. Ese mismo año solicitó la pensión de guerra por problemas de salud producto de las heridas recibidas durante la Campaña Nacional. Tal solicitud le fue denegada por la Comisión de Hacienda y Guerra del Congreso de la República.
Luis Pacheco Bertora luego, fue uno de los hombres de confianza del general Tomás Guardia (1877-1882) y, en 1882, durante la administración del general Próspero Fernández (1882-1885) y por iniciativa del Congreso es nombrado coronel de las Milicias Nacionales. Además, fungió dos veces como gobernador interino de Cartago (29 de noviembre de 1880 y a mediados de 1882). Renunció al "empleo de su grado" y a su cargo en el ejército en octubre de 1882.
En su dimensión humana se dedicó a la construcción y compra-venta de casas en Cartago. Ayudó a financiar casas sencillas y a los pobres a conseguir recursos para proyectos de vivienda. Posteriormente tuvo una tienda. Se consideró asimismo agricultor, profesión con la que se define para 1874 y usa hasta su muerte.

## Fallecimiento
Falleció en Cartago, el 9 de abril de 1897.

## Héroe tardío
En cierta medida, el olvido centenario de su acción heroica –rescatada por Carlos Meléndez Chaverri– fue un castigo que la sociedad misma impuso contra quien había violado a una niña de 
16 años poco antes.
Por otro lado, también el olvido se debe a que algunos piensan que se opaca con ello la figura del 
soldado Juan Santamaría, héroe nacional de Costa Rica. Sobre este aspecto, afirmó Carlos Meléndez:

“Muchos han temido –con infundadas bases– aclarar la acción heorica del valiente (Pacheco), 
creyendo que con ello se demerita la del soldado Juan Santamaría. Los que así han pensado, lo 
han hecho amparados al desconocimiento de los hechos ocurridos en aquellos tan difíciles 
momentos, que no fueron luego suficientemente reseñados”.
Carlos Meléndez Chaverri.

.
Sin embargo, a Luis Pacheco Bertora hay que tratar de comprenderlo desde un punto de vista 
integral y como un ser humano que así como llegó a la cúspide –con su acción del 11 de abril de 1856– también cayó en los niveles más bajos a que puede llegar un hombre. 
Se intenta ahora dar a Pacheco Bertora una dimensión justa, que recoja su buena actuación, como 
fue la de cientos de costarricenses que lucharon contra los filibusteros, pero sin minimizar 
sus errores.